# Dòlmens del Pla d'Arques
Els dòlmens del Pla d'Arques, o del Coll de Fins, és un conjunt de dos monuments megalítics, un d'ells malauradament desaparegut, del límit dels termes comunals d'Escaró i de Fullà, tots dos de la comarca del Conflent, a la Catalunya del Nord.

## Dolmen 1
El Dolmen 1 és el més meridional dels dos del Pla d'Arques. És cosa d'uns 500 metres més al sud que el número 2. Les seves coordenades són les de la fitxa tècnica d'aquest article.
Està situat en el mateix pla de la carena, a prop al nord-est del Roc Colomer.

## Dolmen 2
El Dolmen 2 és el més septentrional dels dos del Pla d'Arques. És cosa d'uns 500 metres més al nord que el número 1. Les seves coordenades són 42° 32′ 46.8″ N, 2° 20′ 35.9″ E / 42.546333°N,2.343306°E; la seva altitud, 897 m alt.
Està situat en el mateix pla de la carena.